# Orde del Falcó Blanc
L'orde del falcó blanc (alemany Hausorden vom Weißen Falken) és un orde gran-ducal del Gran Ducat de Saxònia-Weimar-Eisenach, fundat pel duc Ernest August el 2 d'agost de 1732 i renovat el 1815 per Carles August.

## Història
A l'edat mitjana, la falconeria era normalment la diversió dels nobles, i el falcó era considerat un signe de noblesa i un símbol de vigilància. Ja a l'edat mitjana existia una lliga de cavallers dedicada a la falconeria. El girfalc blanc en particular es va tenir en gran estima fins ben entrat el segle xviii.
El duc Ernest August de Saxònia-Weimar creat l'orde del Falcó Blanc com a Ordre de la Vigilance (Ordre de Vigilància) el 2 d'agost de 1732. La fundació es va fer amb el vistiplau i en honor de l'emperador Carles VI, el general de cavalleria del qual Ernst August era des de 1732. Amb el pas del temps, però, el nombre de membres va disminuir bruscament i l'ordre va caure en mal estat. L'any 1806 només vivia un cavaller de l'orde, l'any 1811 l'orde es va extingir.
Quan el duc Carles August, després de 40 anys de regnat, va ser nomenat gran duc pel Congrés de Viena i el seu territori va ser ampliat, l'Orde va ser revifada com a Orde del Mèrit. El 18 d'octubre de 1815, l'Ordre va ser reviscuda com a Ordre de Vigilància de la Casa, o del Falcó Blanc, i va rebre nous estatuts. Va imposar al propietari el deure de la lleialtat i la lleialtat a la respectiva autoritat nacional suprema legítima, promovent el patriotisme, i tenint cura dels invàlids i supervivents de les guerres d'alliberament. Es van conservar els antics símbols religiosos.
El Gran Duc era el gran mestre de l'orde, els prínceps nascuts eren titulars de la gran creu i, al mateix temps, el ministre d'estat president era el canceller de l'orde.
En ocasions especials es portava la Gran Creu al coll. Els eslabons individuals mostren alternativament un falcó daurat i les lletres CA (Carl August).
El dia de la festa religiosa era el 18 d'octubre de cada any.

## Classes

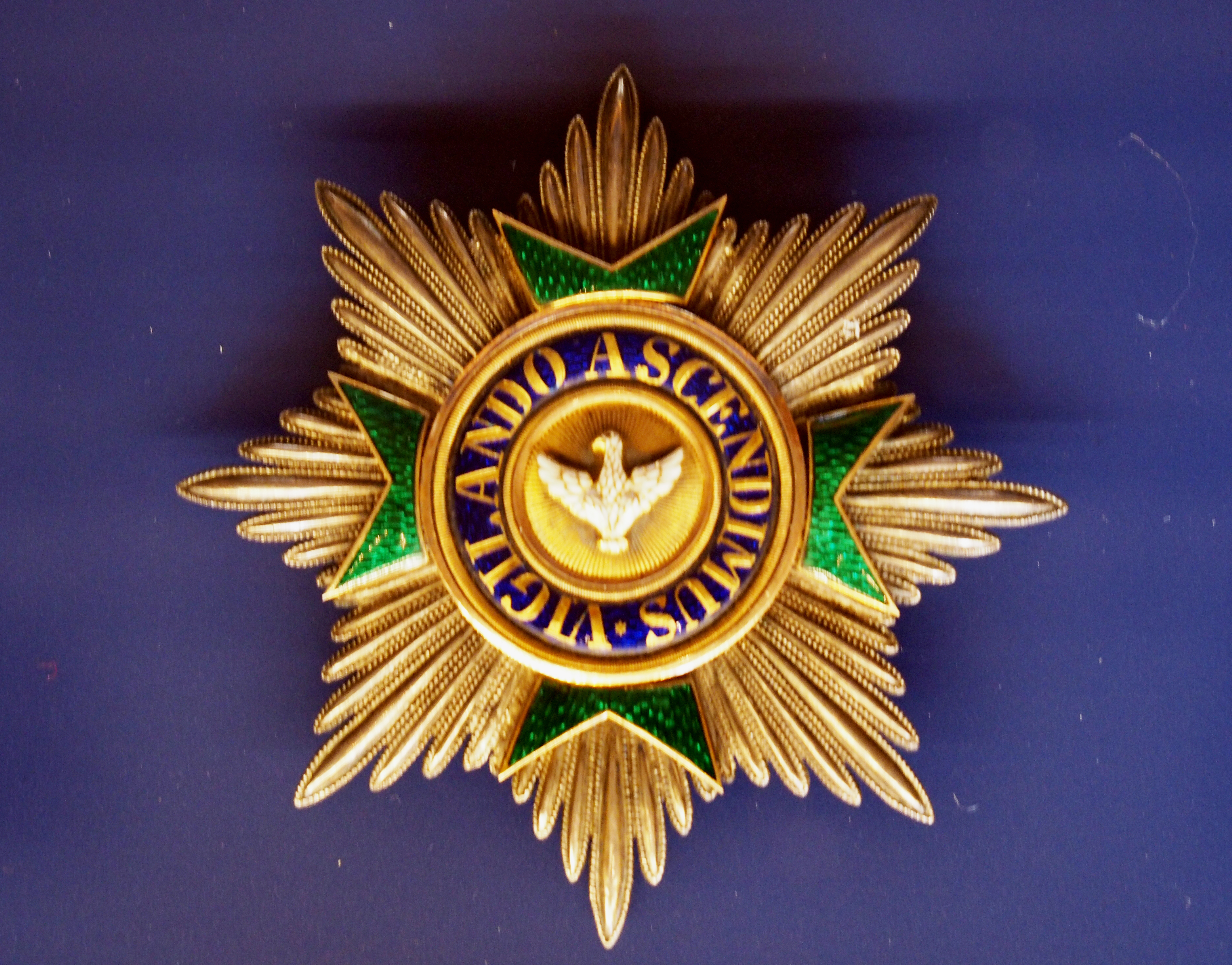
Estrella de Gran Creu

L'orde inicialment constava de només 24 cavallers. Segons els estatuts del 18 d'octubre de 1815, l'Ordre constava de tres classes i el nombre de membres era limitat:
- Gran Creu - a 12 membres, excloent els prínceps nascuts de la casa
- Comandant - fins a 25 membres
- Cavaller – fins a 50 membres

El 18 de febrer de 1840 es va afegir una IV classe (Creu de cavaller II classe) i es va donar una Creu al Mèrit en dues classes.

## Disseny
L'ordre consisteix en una creu de Malta de vuit puntes, muntada en or i esmaltada en verd, penjada d'una corona. A les cantonades dels braços creuats una estrella esmaltada vermella, a escala, amb un marc daurat. Al davant hi ha un falcó esmaltat blanc amb les ales esteses. El revers de la creu mostrava una estrella verda sobre esmalt blanc. Al mig de la creu un medalló ovalat amb un blau esmaltat mostrava amb lletres daurades el lema de quatre línies de l'ordre VIGILANDO ASCENDIMUS (Alerta ens aixequem). Tot està envoltat per una corona de llorer daurat i una corona.
Pels serveis de guerra, la medalla d'espases creuades va ser atorgada pel Kreuzwinkel.
La cinta de l'ordre era vermella.

## Manera de portar
La Gran creu es portava en una faixa des de l'espatlla dreta fins al maluc esquerre amb una estrella de pit de vuit puntes amb la insígnia de l'orde. Els comandants portaven la insígnia penjant al coll i portaven una estrella de pit de quatre rajos, mentre que els Cavallers de I i II II Classes i receptors de la Creu del Mèrit la portaven penjant d'una cinta penjant a l'esquerra del pit.